# Crataegus whittakeri
Crataegus whittakeri är en rosväxtart som beskrevs av Charles Sprague Sargent. Crataegus whittakeri ingår i Hagtornssläktet som ingår i familjen rosväxter. Inga underarter finns listade i Catalogue of Life.